# Betelhem Moges
Betelhem Moges Cherenet (3 mei 1991) is een Ethiopische atlete, die is gespecialiseerd in de lange afstand. Ze schreef verschillende halve marathons en marathons op haar naam.

## Biografie
In 2008 werd Moges zevende bij de wereldkampioenschappen veldlopen voor junioren in Edinburgh.
In 2012 won ze de halve marathon van Ústí nad Labem in 1:11.51.
Haar marathondebuut beleefde Moges in 2014 bij de marathon van Dubai. Met een tijd van 2:26.42 werd ze er vijfde. In datzelfde jaar won ze de marathon van Amsterdam in 2:28.35.
In 2015 werd ze elfde bij de marathon van Dubai in een persoonlijk record van 2:24.29 en won de marathon van Peking.

## Persoonlijke records
Baan
| Onderdeel | Prestatie | Datum             | Plaats   |
| --------- | --------- | ----------------- | -------- |
| 1500 m    | 4.23,62   | 15 mei 2010       | Tajimi   |
| 3000 m    | 9.01,49   | 12 oktober 2009   | Tajimi   |
| 5000 m    | 15.25,26  | 28 september 2008 | Yokohama |

Weg
| Onderdeel      | Prestatie | Datum           | Plaats  |
| -------------- | --------- | --------------- | ------- |
| 10 km          | 32.33     | 21 juni 2014    | Olomouc |
| 15 km          | 49.12     | 21 juni 2014    | Olomouc |
| 20 km          | 1:06.47   | 5 april 2014    | Praag   |
| halve marathon | 1:09.23   | 21 juni 2014    | Olomouc |
| 25 km          | 1:25.40   | 3 mei 2015      | Praag   |
| 30 km          | 1:43.13   | 3 mei 2015      | Praag   |
| marathon       | 2:24.29   | 23 januari 2015 | Dubai   |

## Palmares

### 5000 m
- 2007: 4e Shanghai Golden Grand Prix - 15.30,06

### 10 km
- 2012:  Rahal in Marrakech - 33.19
- 2013: 4e International Libya in Tripoli - 33.22

### halve marathon
- 2012:  halve marathon van Usti nad Labem - 1:11.51
- 2013:  halve marathon van Berkane - 1:11.21
- 2013:  halve marathon van Olomouc - 1:10.38
- 2013:  halve marathon van Usti nad Labem - 1:12.07
- 2013:  halve marathon van Zhuhai - 1:11.00
- 2014:  halve marathon van Ceske Budejovice - 1:12.31
- 2014:  halve marathon van Olomouc - 1:09.23
- 2016:  halve marathon van Gifu - 1:11.09

### marathon
- 2014: 5e marathon van Dubai - 2:26.42
- 2014:  marathon van Amsterdam - 2:28.35
- 2015: 10e marathon van Dubai - 2:24.29
- 2015: 6e marathon van Praag - 2:27.20
- 2015:  marathon van Peking - 2:27.31
- 2016: 8e marathon van Nagoya - 2:26.36

### veldlopen
- 2008: 7e WK junioren in Edinburgh - 20.13